# König-Oskar-Land

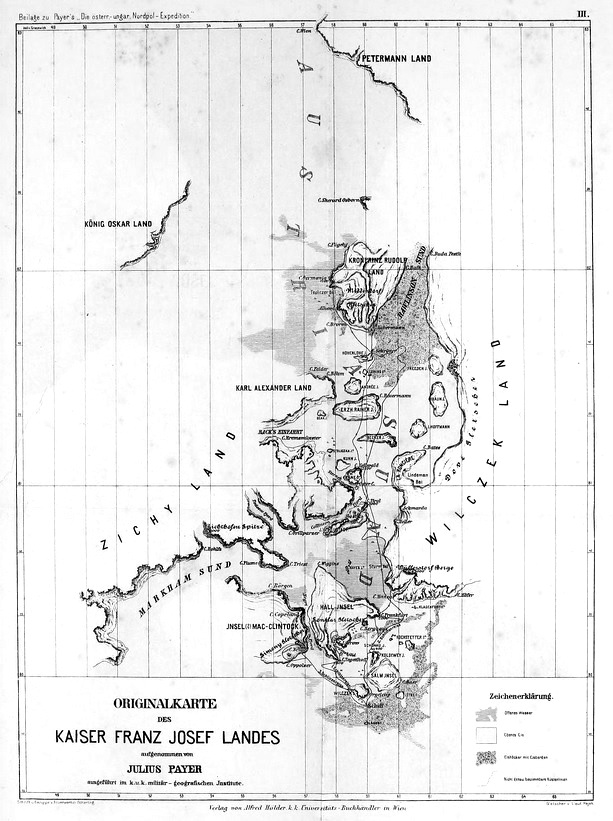
Payers Karte Franz-Josephs-Lands mit König-Oskar-Land im Nordwesten

König-Oskar-Land ist eine Phantominsel im Arktischen Ozean, die nordwestlich der Rudolf-Insel im Archipel Franz-Joseph-Land vermutet wurde.
Während der Österreichisch-Ungarischen Nordpolexpedition, deren wichtigstes Ergebnis die Entdeckung des Franz-Joseph-Landes war, drang Julius Payer 1874 auf seiner dritten Schlittenreise bis Kap Fligely im Norden der Rudolf-Insel vor. Hier meinte er, im Nordwesten in 60 bis 70 Meilen Entfernung eine Landmasse zu sehen, die er nach König Oskar II. von Schweden und Norwegen benannte. Land, das er im Norden sah, nannte Payer Petermann-Land.
Erste Zweifel an der Existenz des König-Oskar-Lands kamen Fridtjof Nansen, als er auf seiner Expedition mit der Fram das Schiff verließ und mit seinem Begleiter Fredrik Hjalmar Johansen das Franz-Josef-Land durchquerte:

„Daß auch König-Oskar-Land nicht von großer Ausdehnung sein kann, scheint mir klar daraus hervorzugehen, daß der Wind, wie wir im Laufe des Winters oder Frühjahrs gesehen haben, das Eis ungehindert vom Lande forttrieb, sodaß nach Norden oder Nordwesten kaum eine größere, zusammenhängende Landmasse sein kann, die es zurückzuhalten im Stande gewesen wäre.“

Auf Nansens eigener Karte war König-Oskar-Land aber weiterhin verzeichnet, ebenso auf Frederick Jacksons vorläufiger Kartenskizze von 1897. Auf Jacksons Karte von 1898 gab es König-Oskar-Land aber nicht mehr (dafür zwei neue Phantominseln, Harmsworth-Insel und Albert-Eduard-Insel, nördlich von Prinz-Georg-Land). In seinem Buch A thousand days in the Arctic äußerte er seine Zweifel: „Ich zweifle daran, dass König-Oskar-Land überhaupt existiert, und wenn doch, kann es nur von geringer Größe sein.“
Im Jahr 1900 unternahm Luigi Amadeo von Savoyen den Versuch, über Franz-Joseph-Land zum Nordpol zu gelangen. Dazu wollte er mit seinem Schiff Stella Polare so weit nach Norden fahren wie möglich, bis zur Rudolf-Insel oder lieber noch bis Petermann- oder König-Oskar-Land. Er konnte aber keine Spur der hypothetischen Inseln entdecken.
Den endgültigen Beweis, dass Petermann- und König-Oskar Land nicht existieren, erbrachte 1912 bis 1914 die russische Expedition von Georgi Brussilow. Sein im Eis festgefrorener Schoner St. Anna driftete mitten durch die angenommene Position von Petermann-Land hindurch, ohne dass in irgendeiner Richtung Land gesehen wurde. Eine Gruppe von Seeleuten unter Führung von Walerian Albanow versuchte, sich anhand von Nansens Karte über König-Oskar-Land nach Süden zu begeben, fand aber nur Meereis vor. Offensichtlich hatte Payer sich geirrt.

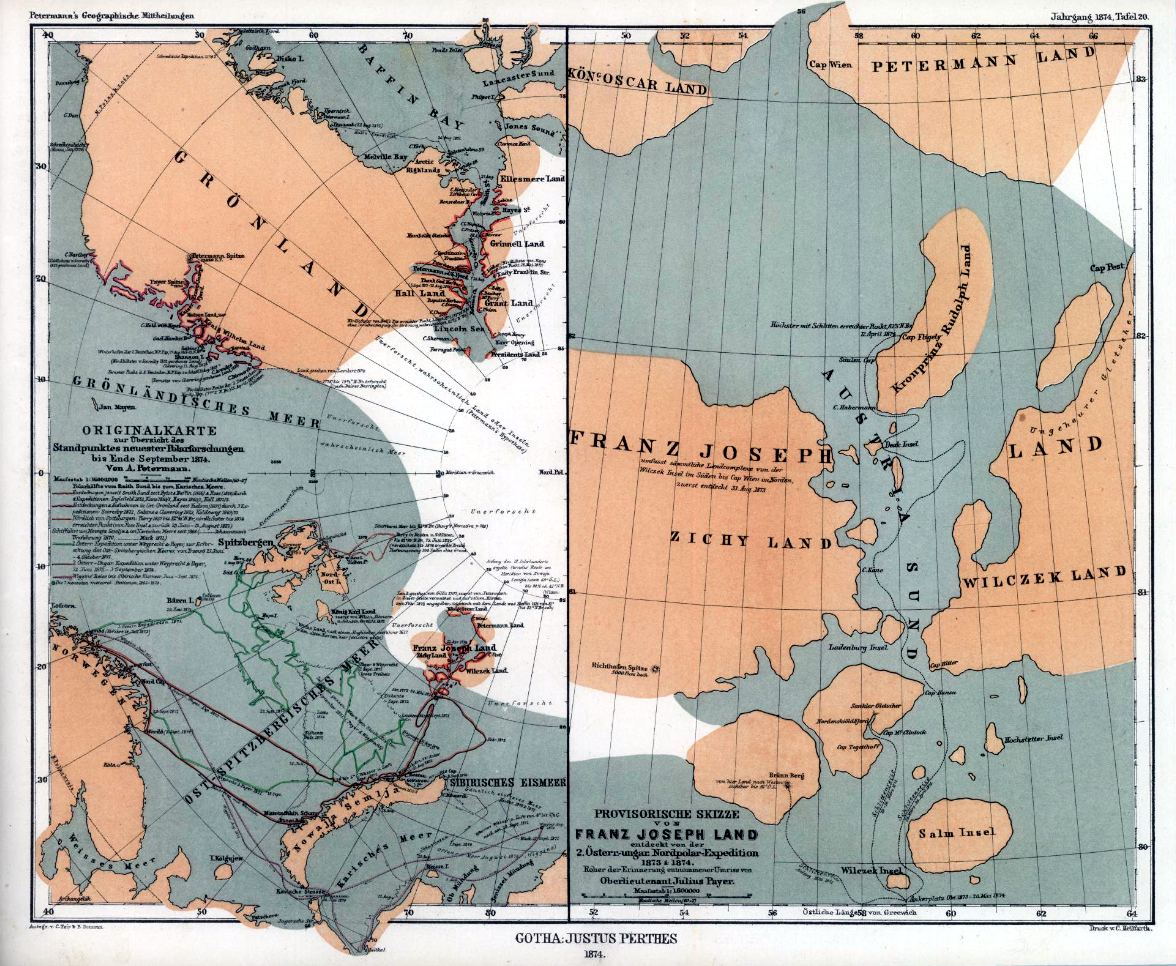
Petermanns provisorische Skizze von 1874
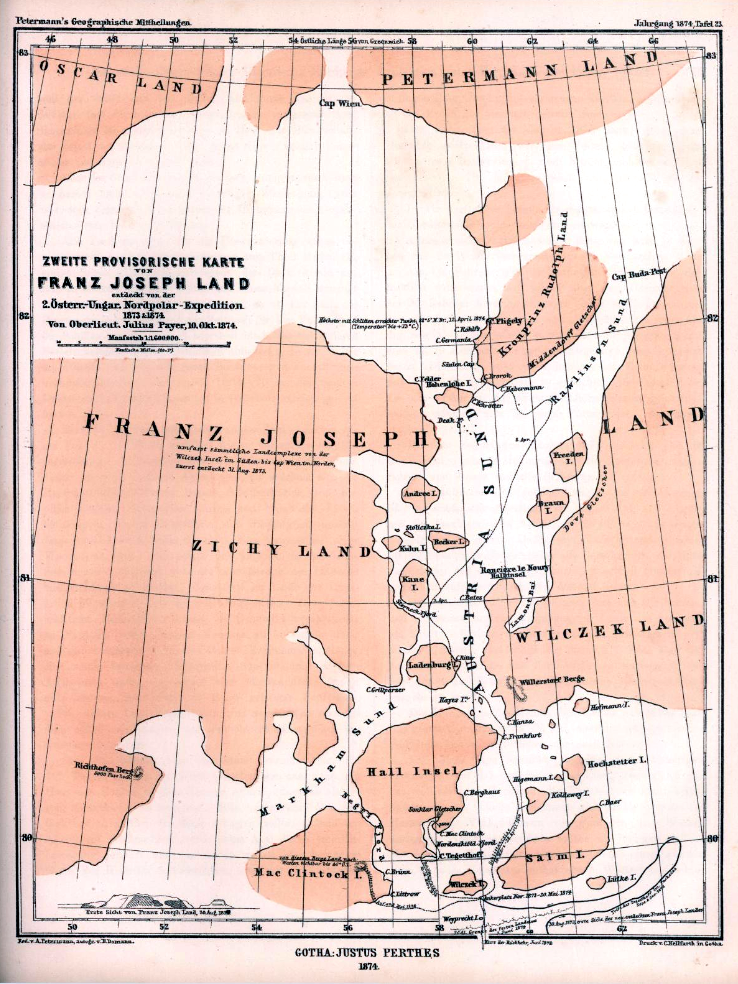
Petermanns provisorische Karte von 1874
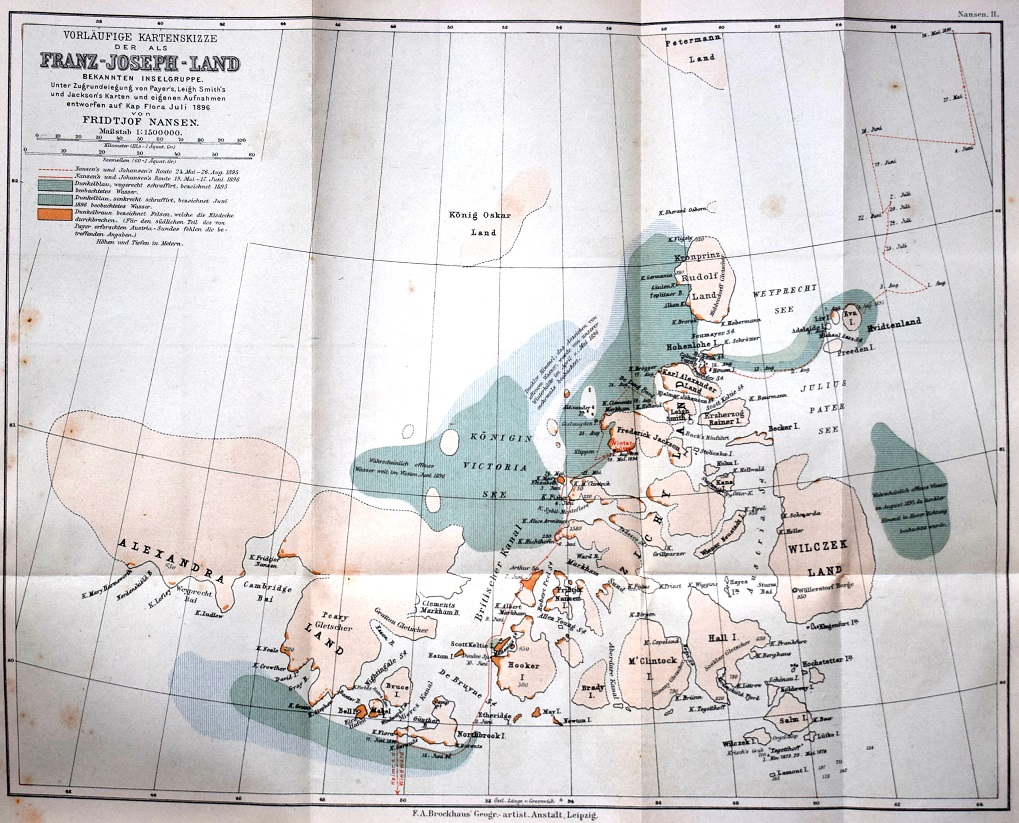
Nansens Karte von 1896
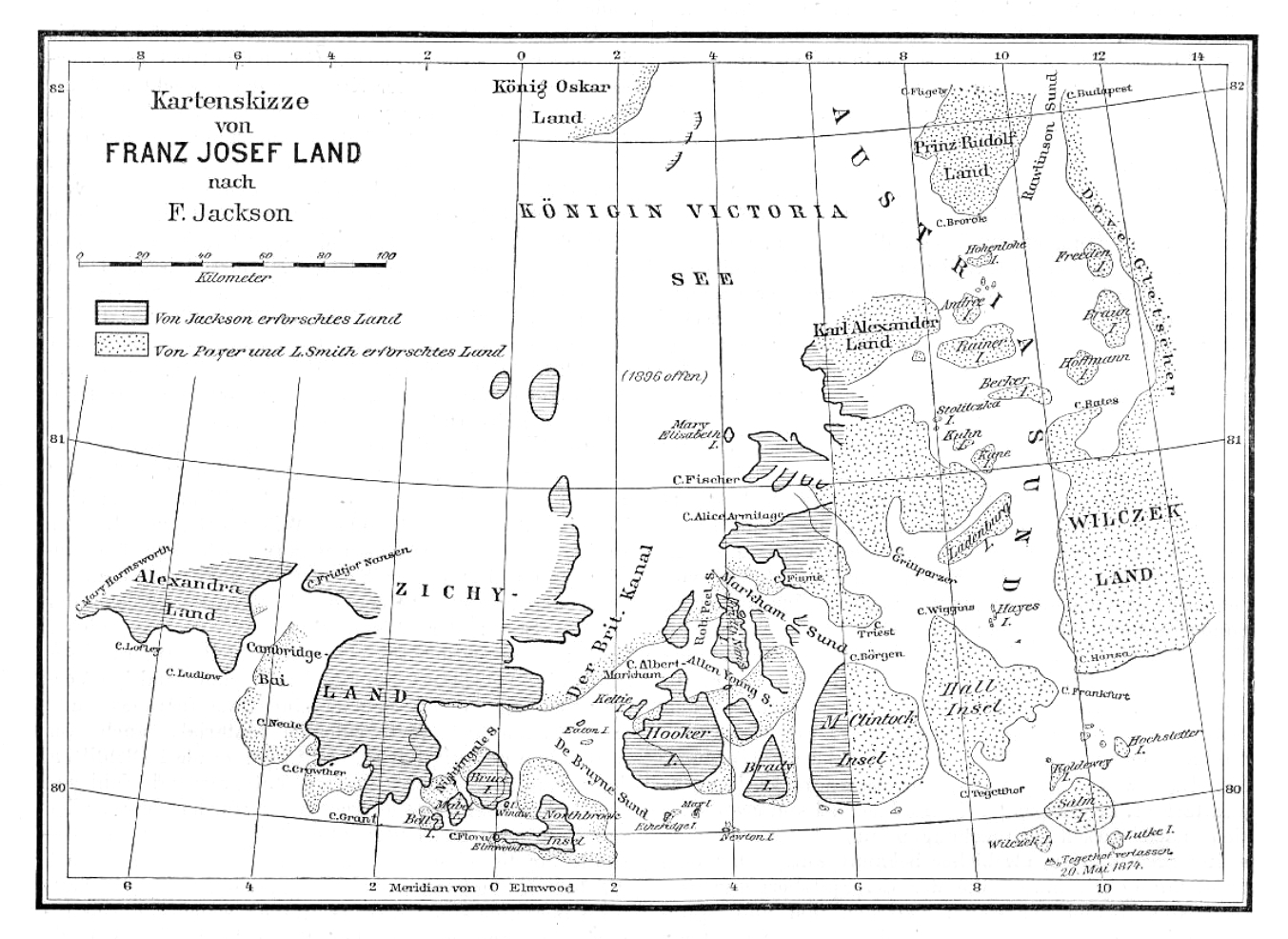
Jacksons vorläufige Karte von 1897
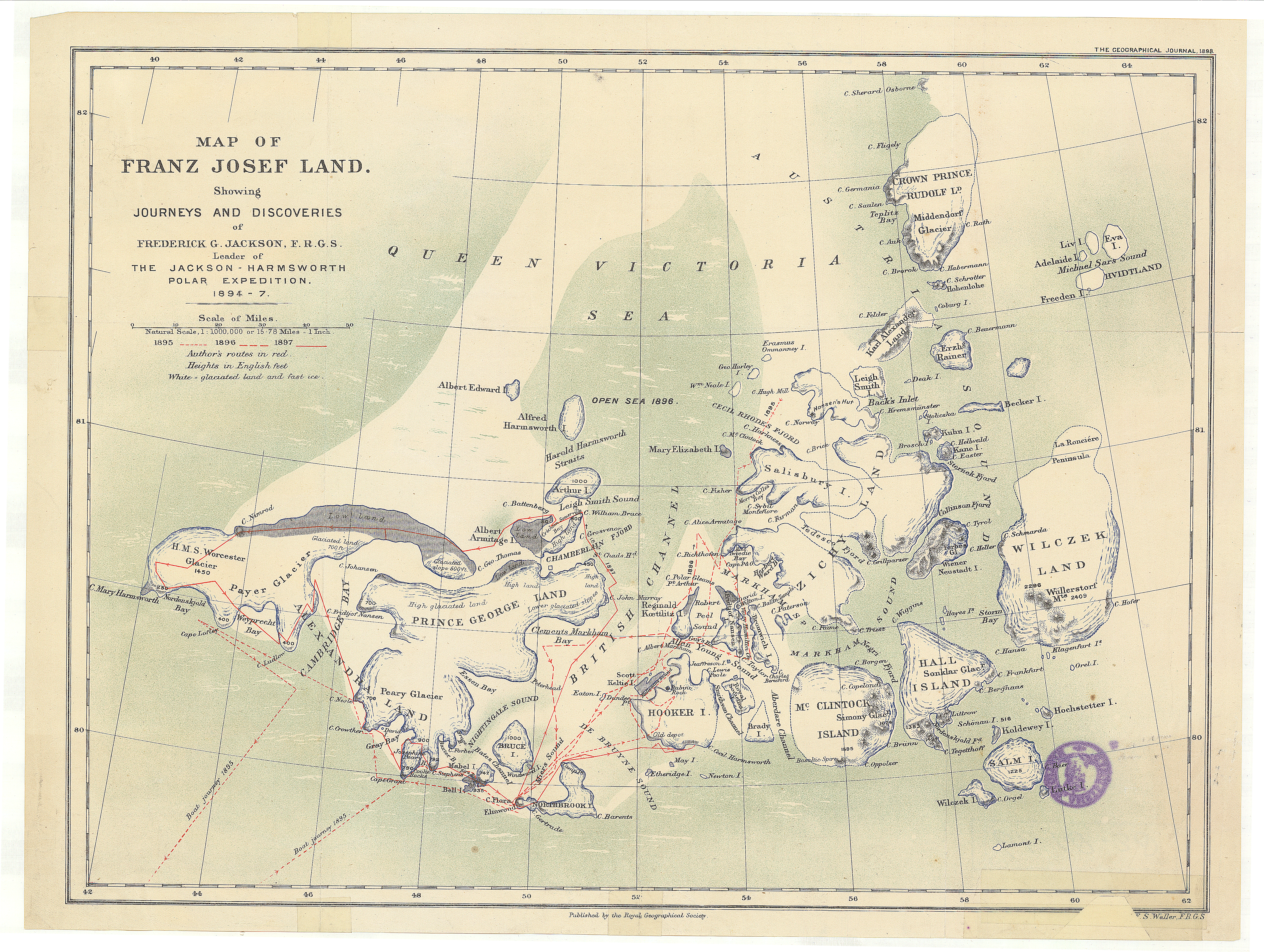
Jacksons Karte von 1898